# Свети Георги на хълма
„Свети Георги на хълма“ (на гръцки: Άγιος Γεώργιος του Βουνού, Агиос Георгиос ту Вуну) е средновековна православна църква в град Костур (Кастория), Егейска Македония, Гърция.

## Местоположение
Църквата е разположена във Варлаамската енория. Наречена е „на хълма“ (του Βουνού), тъй като е построена в склона на хълма Свети Атанасий.

## История
Църквата е от XIV век. Вероятно е била католикон на манастир, което се потвърждава от надписа на големия дъгообразен вход към двора:
| „ | ΕΙ ΜΕΝ ΦΙΛΟΣ ΠΕΦΥΚΑΣ ΕΙΣΕΛΘΕ ΧΑΙΡΩΝ. ΕΙ ΔΕ ΕΧΘΡΟΣ ΚΑΙ ΒΑΣΚΑΝΟΣ ΠΟΡΡΩ ΠΕΦΕΥΓΕ ΕΚ ΤΗΣ ΜΟΝΗΣ ΤΑΥΤΗΣ | “ |

В 1924 година църквата е обявена за паметник на културата.
Във второто десетилетие на XXI век е свалена външната мазилка на храма, за да се види оригиналната зидария.

## Архитектура
Сградата е малка еднокорабна базилика с нартекси от южната и северната страна и вход от юг. Построена е от камък, като за спойващ материал е използвана кал, както е в повечето костурски паметници от втората половина XIV век.

## Стенописи

### В наоса
Стенописите в храма са от втората половина на XIV век. Макар и да има оставено място за надпис над входа – той по неясни причини не е написан. Иконографската програма е обичайната за еднокорабните базилики в Костур от XIV век. На източната стена, над фронтона е изобразена сцената на Възнесението, под нея Благовещението и в апсидата на храма е Богородица Всецарица (Пантанаса). В южната стена в горната зона от сцените на Дванадесетте празника се отличават тези на Рождество Христово и на Сретение. В долната зона са изобразени от ляво надясно, фигури на светии, Свети Георги, Свети Теодор Тирон и Свети Теодор Стратилат и Онуфрий. От вътрешната страна на зидарията на входа е Света Марина. На западната стена горе е Преображение Господне, а в долната зона Успение Богородично и Христос Елкоменос. В долната зона, от лявата страна е изобразен Архангел Михаил, а вдясно Константин и Елена. От вътрешната страна на стената на западната врата е Свети Симеон Стълпник. На северната стена в горната зона са сцените на Разпятието, Оплакването, Камъка и Слизането в Ада. В долната зона Свети Артемий, Меркурий, Прокопий, Димитър, Йоан Богослов, Дейсис и в светилището Видението на Свети Петър Александрийски. Между двете основни зони на южната, западната и северната страна в медальони са изобразени второстепенни светци.

### В притвора
Нартексът също е изписани със стенописи в 1651 година, според съществуващия надпис.
| „ | ΑΝΗΓΕΡΘΗ ΚΑΙ ΑΝΑΚΕΝΑΙΘΗ Ο ΑΓΙΟΣ ΜΕΓΑΛΟΜΑΡΤΙΣ ΓΕΩΡΓΙΟΣ ΔΙΑ ΣΥΝΔΡΟΜΗΣ ΚΟΠΟΥ ΚΑΙ ΕΞΟΔΕΥΣΗΣ ΤΗΣ ΔΟΥΛΗΣ ΤΟΥ ΘΕΟΥ ΕΥΠΡΑΞΙΑΣ ΚΑΙ ΣΗΝΚΛΙΤΙΚΗ ΕΦΙΜΕΡΕΥΟΝΤΑΣ Ο ΚΗΡ ΠΑΠΑΚΗΡΑΖΗΣ ΕΤΕΛΟΙΟΘΙ ΜΟΙΝΟΣ ΑΠΡΙΛΙΟΥ ΚΗ ΕΠΙ ΕΤΟΥΣ ΑΧΝΑ(1651). | “ |

Иконографската програма на притвора е посветена на Свети Георги. В горната зона са изписани сцени от живота и мъченичеството на Свети Георги, а в долната зона са светци в цял ръст: Григорий Палама, Атанасий Велики, Григорий Богослов, Йоан Златоуст, Василий Велики, Теофан в голямо поле и Свети Герасим. На южната страна към изток е гробът на ктиторите.
- Стенописи
- Свети Трима йерарси
- Свети Стефан Нови и Свети Теофан, 1651 г.
- Честният кръст
- Свети Теодор Тирон и Свети Теодор Стратилат
- Свети Онуфрий
- Архангел Михаил, 1651 г.
- Христос носи кръста, стенопис от храма
- Стенописът над входа